# Slaves of the World
Slaves of the World – siódmy album studyjny norweskiego zespołu muzycznego Old Man’s Child. Wydawnictwo ukazało się 19 maja 2009 roku nakładem wytwórni muzycznej Century Media Records.
Nagrania zostały zarejestrowane we wrześniu 2008 roku w Studio Fredman w Szwecji. Partie perkusji na płycie nagrał Peter Wildoer, muzyk znany m.in. z występów w zespole Darkane. Lider formacji Thomas Rune „Galder” Andersen Orre zarejestrowane wszystkie pozostałe instrumenty na albumie. Oprawę graficzną wydawnictwa wykonał Seth Siro Anton, grafik i muzyk, członek greckiej formacji Septicflesh.
Płyta dotarła do 38. miejsca listy Billboard Heatseekers Albums w Stanach Zjednoczonych sprzedając się w nakładzie 1,1 tys. egzemplarzy w przeciąu tygodnia od dnia premiery. 

## Lista utworów
Opracowano na podstawie materiału źródłowego.
| Nr  | Tytuł utworu                               | Słowa   | Muzyka         | Długość |
| --- | ------------------------------------------ | ------- | -------------- | ------- |
| 1.  | „Slaves of the World”                      | Galder  | Galder         | 04:41   |
| 2.  | „Saviours of Doom”                         | Galder  | Galder         | 04:03   |
| 3.  | „The Crimson Meadows”                      | Galder  | Galder         | 04:34   |
| 4.  | „Unholy Foreign Crusade”                   | Galder  | Galder         | 03:40   |
| 5.  | „Path of Destruction”                      | Galder  | Galder         | 05:21   |
| 6.  | „The Spawn of Lost Creation”               | Galder  | Galder         | 04:07   |
| 7.  | „On the Devil's Throne”                    | Galder  | Galder         | 04:49   |
| 8.  | „Ferden mot fiendens land”                 | Galder  | Galder         | 05:34   |
| 9.  | „Servants of Satan's Monastery”            | Galder  | Galder         | 05:19   |
| 10. | „Born of the Flickering” (utwór dodatkowy) | Aldrahn | Galder, Jardar | 4:47    |
|     |                                            |         |                | 46:55   |

## Twórcy
Opracowano na podstawie materiału źródłowego.
| - Thomas Rune „Galder” Andersen Orre - wokal prowadzący, gitara elektryczna, gitara basowa, instrumenty klawiszowe, produkcja muzyczna - Fredrik Nordström, Henrik Udd - realizacja nagrań, miksowanie - Peter Wildoer - perkusja, instrumenty perkusyjne - Seth Siro Anton, Gustavo Sazes - oprawa graficzna |  | - Peter In de Betou - mastering - Gustavo Garcetti, Stephanie Cabral - zdjęcia - Christophe Szpajdel - logo |